# (30837) Steinheil
(30837) Steinheil  es un asteroide perteneciente al cinturón de asteroides, descubierto el 15 de enero de 1991 por Freimut Börngen desde el Observatorio Karl Schwarzschild, en Alemania.

## Designación y nombre
Steinheil se designó inicialmente como 1991 AW2.
Más adelante fue nombrado en honor al físico e inventor alemán Karl August von Steinheil (1801-1870).

## Características orbitales
Steinheil orbita a una distancia media del Sol de 3,1323 ua, pudiendo acercarse hasta 2,6700 ua y alejarse hasta 3,5947 ua. Tiene una excentricidad de 0,1476 y una inclinación orbital de 15,3574° grados. Emplea en completar una órbita alrededor del Sol 2024 días.

## Características físicas
Su magnitud absoluta es 13,6. Tiene 10,896 km de diámetro. Su albedo se estima en 0,054.